# 2005년 동아시아 여자 축구 선수권 대회 선수 명단
다음은 2005년 동아시아 여자 축구 선수권 대회에 참가한 선수 명단이다. 모든 선수들은 2명의 골키퍼를 포함한 23명의 선수 명단을 제출해야 했다.

## 중화인민공화국
감독:  페이 엔카이

## 조선민주주의인민공화국
감독:  김광민
선수:
- 골키퍼 - 한혜영(평양)
- 수비수 - 공혜옥 조윤미 선우경순 김화성(이상 4.25) 고정련 송정순(이상 압록강)
- 미드필더 - 리은숙 엄정란 김경화(이상 4.25) 김단실 허순희(이상 압록강) 리은경(월미도)
- 공격수 - 리금숙(4.25) 박경순(림영수) 진별희(월미도)

## 일본
감독:  오오하시 히로시

## 대한민국
감독:  안종관
선수:
- GK	1	김정미	84.10.16	178cm	64kg
- DF	2	이진화	86.10.10	162cm	54kg
- DF	3	김숙경	83.05.15	170cm	62kg
- DF	4	이신정	83.04.06	174cm	65kg
- DF	5	홍경숙	84.10.14	171cm	66kg
- MF	6	진숙희	78.07.09	164cm	57kg
- MF	7	송주희	77.10.30	165cm	58kg
- FW	8	박은정	86.11.04	170cm	63kg
- FW	9	한송이	85.06.11	169cm	60kg
- FW	10	박희영	85.06.11	164cm	57kg
- MF	11	이지은	79.12.16	160cm	60kg
- MF	12	정정숙	82.08.05	153cm	50kg
- DF	13	류지은	83.03.27	160cm	53kg
- MF	14	한진숙	79.12.05	168cm	58kg
- MF	15	신순남	81.05.30	161cm	54kg
- FW	16	박은선	86.12.25	179cm	74kg
- DF	17	김결실	82.04.13	168cm	55kg
- GK	18	김미정	78.05.25	172cm	57kg
- MF	19	차연희	86.02.26	167cm	58kg
- DF	20	유영실	75.05.01	171cm	58kg